# Cognettia lapponica
Cognettia lapponica är en ringmaskart som beskrevs av Nurminen 1965. Cognettia lapponica ingår i släktet Cognettia, och familjen småringmaskar. Arten är reproducerande i Sverige.